# Amblyeleotris fontanesii
 Amblyeleotris fontanesii és una espècie de peix de la família dels gòbids i de l'ordre dels perciformes. Va ser descrit pel zoòleg neerlandès Pieter Bleeker el 1852.

## Morfologia
Els adults poden assolir fins a 25 cm de longitud total.

## Distribució geogràfica
Es troba des de Sumatra fins a les Moluques, les Filipines, Palau (Micronèsia), Papua Nova Guinea i el sud de Taiwan.